# 23. ročník udílení Critics' Choice Movie Awards
22. ročník udílení cen Critics' Choice Movie Awards se konal 11. ledna 2018 na letišti v Santa Monice v Kalifornii. Nominace byly oznámeny 6. prosince 2017. Ceremoniál vysílala stanice The CW. Moderátorkou večera byla herečka Olivia Munn. Nejvíce nominací, celkem 14, získal film Tvář vody.

## Vítězové a nominovaní
Tučně jsou označeni vítězové.
| Nejlepší film | Nejlepší režisér | Nejlepší herec |
| --- | --- | --- |
| - Tvář vody - Pěkně blbě - Dej mi své jméno - Nejtemnější hodina - Dunkerk - The Florida Project - Uteč - Lady Bird - Akta Pentagon: Skrytá válka - Tři billboardy kousek za Ebbingem | - Guillermo del Toro – Tvář vody - Greta Gerwig – Lady Bird - Luca Guadagnino – Dej mi své jméno - Martin McDonagh – Tři billboardy kousek za Ebbingem - Christopher Nolan – Dunkerk - Jordan Peele – Uteč - Steven Spielberg – Akta Pentagon: Skrytá válka                                                                                               | - Gary Oldman jako Winston Churchill – Nejtemnější hodina - Timothée Chalamet jako Elio Perlman – Dej mi své jméno - Daniel Day-Lewis jako Reynolds Woodcock – Nit z přízraků - James Franco jako Tommy Wiseau – The Disaster Artist: Úžasný propadák - Jake Gyllenhaal jako Jeff Bauman – Silnější - Tom Hanks jako Ben Bradlee – Akta Pentagon: Skrytá válka - Daniel Kaluuya jako Chris Washington – Uteč |
| Nejlepší herečka | Nejlepší herec ve vedlejší roli | Nejlepší herečka ve vedlejší roli |
| - Frances McDormandová jako Mildred Hayes – Tři billboardy kousek za Ebbingem - Jessica Chastainová jako Molly Bloom – Velká hra - Sally Hawkins jako Elisa Esposito – Tvář vody - Margot Robbie jako Tonya Harding – Já, Tonya - Saoirse Ronan jako Christine McPherson – Lady Bird - Meryl Streep jako Kay Graham – Akta Pentagon: Skrytá válka | - Sam Rockwell jako strážník Jason Dixon – Tři billboardy kousek za Ebbingem - Willem Dafoe jako Bobby Hicks – The Florida Project - Armie Hammer jako Oliver – Dej mi své jméno - Richard Jenkins jako Giles – Tvář vody - Patrick Stewart jako Charles Xavier / Professor X – Logan: Wolverine - Michael Stuhlbarg jako Lyle Perlman – Dej mi své jméno | - Allison Janney jako LaVona Golden – Já, Tonya - Mary J. Blige jako Florence Jackson – Mudbound - Hong Chau jako Ngoc Lan Tran – Zmenšování - Tiffany Haddish jako Dina – Girls Trip - Holly Hunter jako Beth Gardner – Pěkně blbě - Laurie Metcalf jako Marion McPherson – Lady Bird - Octavia Spencer jako Zelda Fuller – Tvář vody                                                                       |
| Nejlepší mladý herec/herečka | Nejlepší filmové obsazení | Nejlepší původní scénář |
| - Brooklynn Prince jako Moonee – The Florida Project - Mckenna Grace jako Mary Adler – Velký dar - Dafne Keen jako Laura Kinney / X-23 – Logan: Wolverine - Millicent Simmonds jako Rose – Okouzlení - Jacob Tremblay jako August Pullman – (Ne)obyčejný kluk                                                                                     | - Tři billboardy kousek za Ebbingem - Dunkerk - Lady Bird - Mudbound - Akta Pentagon: Skrytá válka | - Jordan Peele – Uteč - Guillermo del Toro a Vanessa Taylor – Tvář vody - Greta Gerwig – Lady Bird - Emily V. Gordon a Kumail Nanjiani – Pěkně blbě - Liz Hannah a Josh Singer – Akta Pentagon: Skrytá válka - Martin McDonagh – Tři billboardy kousek za Ebbingem |
| Nejlepší adaptovaný scénář | Nejlepší kamera | Nejlepší filmová architektura |
| - James Ivory – Dej mi své jméno - Scott Neustadter a Michael H. Weber – The Disaster Artist: Úžasný propadák - Dee Rees a Virgil Williams – Mudbound - Aaron Sorkin – Velká hra - Jack Thorne, Steve Conrad a Stephen Chbosky – (Ne)obyčejný kluk                                                                                                | - Roger Deakins – Blade Runner 2049 - Hoyte van Hoytema – Dunkerk - Dan Laustsen – Tvář vody - Rachel Morrison – Mudbound - Sayombhu Mukdeeprom – Dej mi své jméno | - Paul Denham Austerberry, Shane Vieau a Jeff Melvin – Tvář vody - Jim Clay a Rebecca Alleway – Vražda v Orient expresu - Nathan Crowley a Gary Fettis – Dunkerk - Dennis Gassner aAlessandra Querzola – Blade Runner 2049 - Sarah Greenwood a Katie Spencer – Kráska a zvíře - Mark Tildesley a Véronique Melery – Nit z přízraků                                                                           |
| Nejlepší střih | Nejlepší návrh kostýmů | Nejlepší masky |
| - Paul Machliss a Jonathan Amos – Baby Driver (remíza) - Lee Smith – Dunkerk (remíza) - Michael Kahn a Sarah Broshar – Akta Pentagon: Skrytá válka - Joe Walker – Blade Runner 2049 - Sidney Wolinsky – Tvář vody | - Mark Bridges – Nit z přízraků - Renée April – Blade Runner 2049 - Jacqueline Durran – Kráska a zvíře - Lindy Hemming – Wonder Woman - Luis Sequeira – Tvář vody | - Nejtemnější hodina - Kráska a zvíře - Já, Tonya - Tvář vody - (Ne)obyčejný kluk |
| Nejlepší vizuální efekty | Nejlepší animovaný film | Nejlepší akční film |
| - Válka o planetu opic - Blade Runner 2049 - Dunkerk - Tvář vody - Thor: Ragnarok - Wonder Woman | - Coco - Živitel - Já, padouch 3 - LEGO Batman film - S láskou Vincent | - Wonder Woman - Baby Driver - Logan: Wolverine - Thor: Ragnarok - Válka o planetu opic |
| Nejlepší komedie | Nejlepší sci-fi/hororový film | Nejlepší herec v komediálním filmu |
| - Pěkně blbě - The Disaster Artist: Úžasný propadák - Girls Trip - Já, Tonya - Lady Bird | - Uteč - Blade Runner 2049 - To - Tvář vody | - James Franco jako Tommy Wiseau – The Disaster Artist: Úžasný propadák - Steve Carell jako Bobby Riggs – Souboj pohlaví - Chris Hemsworth jako Thor – Thor: Ragnarok - Kumail Nanjiani jako on sám – Pěkně blbě - Adam Sandler jako Danny Meyerowitz – The Meyerowitz Stories (New and Selected) |
| Nejlepší herečka v komediálním filmu | Nejlepší skladatel | Nejlepší píseň |
| - Margot Robbie jako Tonya Harding – Já, Tonya - Tiffany Haddish jako Dina – Girls Trip - Zoe Kazan jako Emily Gardner – Pěkně blbě - Saoirse Ronan jako Christine McPherson – Lady Bird - Emma Stoneová jako Billie Jean King – Souboj pohlaví                                                                                                   | - Alexandre Desplat –Tvář vody - Jonny Greenwood – Nit z přízraků - Dario Marianelli – Nejtemnější hodina - Benjamin Wallfisch a Hans Zimmer – Blade Runner 2049 - John Williams – Akta Pentagon: Skrytá válka - Hans Zimmer – Dunkerk | - „Remember Me“ – Coco - „Evermore“ – Kráska a zvíře - „Mystery of Love“ – Dej mi své jméno - „Stand Up for Something“ – Marshall - „This Is Me“ – Největší showman |
| Nejlepší cizojazyčný film | | |
| - Odnikud (Německo) - 120 BPM (Francie) - Fantastická žena (Chile) - First They Killed My Father (Kambodža) - Čtverec (Švédsko) - Thelma (Norsko) | | |